# Epístolas católicas
Epístolas católicas (también llamadas Epístolas generales o Epístolas universales) son libros en el Nuevo Testamento en forma de cartas. Su denominación más habitual es «católicas» en el sentido de «generales» o «universales» ya que, en su mayor parte, su público objetivo parece que son los cristianos en general, más que personas individuales o congregaciones como es el caso de las epístolas paulinas. 
No obstante, 2 Juan y 3 Juan son incluidos en este grupo a pesar de ser enviados, respectivamente, a la «señora elegida» (2 Juan 1:1) (identificada como la Iglesia en sí) y a «Cayo» (3 Juan 1:1), sobre quien existe mucha especulación, pero poco se sabe en cuanto a su identidad.

## Atribución
Tradicionalmente, las epístolas de Pedro se atribuyen al apóstol Pedro y las epístolas de Juan, se atribuyen al apóstol Juan. Las epístolas de Santiago y Judas son tradicionalmente atribuidas a Jacobo (Santiago) y Judas.
Ha habido cierta especulación en cuanto a la autoría de estas obras. Muchos estudiosos creen que 2 Pedro es una obra pseudoepigráfica.

## Contenido
En orden de aparición en el Nuevo Testamento, las epístolas católicas son:
- Epístola de Santiago
- Primera Epístola de Pedro
- Segunda Epístola de Pedro
- Primera Epístola de Juan
- Segunda Epístola de Juan
- Tercera Epístola de Juan
- Epístola de Judas